# Bordetella pertussis
La Bordetella pertussis è un batterio gram-negativo ed è l'agente eziologico della pertosse o tosse asinina.

## Struttura
La B. pertussis è un batterio, un piccolo coccobacillo Gram-negativo di circa 0,5 x 1 µm dotato di capsula, immobile, aerobio obbligato, in grado di ossidare gli amminoacidi ma incapace di fermentare gli zuccheri.

## Patogenesi
B. pertussis una volta contratto si porta nelle vie respiratorie dove aderisce alle integrine delle cellule epiteliali ciliate mediante proteine di adesione, in particolare pertactina e emoagglutinina filamentosa. Può anche aderire ai macrofagi sfruttando il recettore del complemento CR3, dopodiché viene endocitato da questi senza che si sviluppi il killing ossidativo conseguente alla fagocitosi di un microbo. Questo batterio sfrutta l'assenza di specie reattive dell'ossigeno e la protezione dall'immunità umorale per replicarsi all'interno dei macrofagi. B. pertussis è in grado di produrre quattro tossine oltre a due tipi di lipopolisaccaride, uno con il tipico lipide A e l'altro con il lipide X la cui funzione non è chiara.
- La tossina della pertosse è una classica tossina A-B, dove la subunità "A" è chiamata S1 e le cinque subunità "B" sono S2, S3, S5 e due subunità S4. La subunità S2 media l'attacco con il lattosilceramide, un glicolipide relativamente abbondante nelle cellule epiteliali ciliate delle vie respiratorie, mentre S3 l'assiste con il legame su altri recettori espressi dai macrofagi, promuovendo l'espressione di CR3 che facilita l'aggancio da parte di emoagglutinina e pertactina. A questo punto la tossina della pertosse viene internalizzata e la subunità S1 agisce sulla proteina Gi inibendola cosicché l'adenilato ciclasi cellulare resta attivata e non viene regolata negativamente. Ciò porta ad aumento dei livelli di cAMP intracellulare che ha come conseguenza macroscopica un aumento della secrezione di muco nelle vie respiratorie nonché di altre secrezioni.
- La tossina adenilato-ciclasica è attivata dalla calmodulina intracellulare e determina la trasformazione ATP in cAMP. Questa tossina inibisce la chemiotassi dei leucociti e la fagocitosi.
- La tossina dermonecrotica è termolabile, causa vasocostrizione periferica con conseguente ischemia localizzata, diapedesi ed emorragia.
- La citotossina tracheale è un peptidoglicano monomerico presente nella parete cellulare. A basse concentrazioni provoca ciliostasi, ad alte distruzione dell'epitelio ciliato. La citotossina tracheale interferisce con la sintesi del DNA. È la principale responsabile della tosse associata alla pertosse in quanto inibisce i meccanismi di clearance respiratoria e della febbre poiché promuove la secrezione di IL-1.

## Epidemiologia
B. pertussis è un patogeno spesso contratto da cani e umani che si trasmette mediante aerosol infetti. La malattia è endemica in tutto il mondo con 20-40 milioni di casi all'anno e circa 200.000-400.000 morti, la maggior parte in paesi sottosviluppati o in via di sviluppo e in pazienti non precedentemente vaccinati. Nei paesi sviluppati la pertosse è più comune in adolescenti ed adulti.

## Clinica
B. pertussis è l'agente eziologico della pertosse.

## Diagnosi
B. pertussis è un batterio particolarmente fragile e sensibile all'essiccazione, così che si devono impiegare metodi speciali per la raccolta del campione (tamponi in fibra Dacron) e possibilmente deve essere subito seminato su terreni specifici come agar Regan-Lowe, se non è possibile va inoculato in un appropriato terreno di trasporto. B. pertussis cresce su terreni ricchi di carbone vegetale, albumina, sangue, amido e sostanze che assorbano gli agenti tossici presenti nell'Agar agar.

## Terapia
La terapia può essere eseguita con eritromicina, tuttavia è necessario dire che gli antibiotici non migliorano il decorso clinico se la malattia si trova nella fase conclamata: una volta prodotta la tossina questa continua ad agire anche dopo la morte dei microorganismi, il miglioramento si ha soltanto con il graduale ricambio dell'epitelio ciliato (fase di convalescenza).